# バルチラ
バルチラ（ワルチラとも。よりフィンランド語に近い表記ではヴァルツィラ。芬: Wärtsilä Oyj Abp、英: Wärtsilä Corporation）は、船舶用エンジンおよびエネルギー関連製品の製造販売、サービスを提供する株式会社。フィンランド・ヘルシンキに本社を置き、世界80カ国以上に拠点を持つ。日本法人はバルチラジャパン株式会社。レシプロ内燃力発電プラント、レシプロ舶用機関、舶用機械の設計、開発、製造とその顧客サービスを営み、設計、開発している。2020年末現在で、約18,000名を雇用している。

## 事業概要
現在のバルチラの事業は、売上別では、舶用機械に関する顧客サービスが47％、発電プラント事業が29％、舶用エンジンの開発・製造が24％となっている。地域別では、アジア地域がヨーロッパを上回り36％を占めている。
舶用エンジン
舶用中速4ストロークディーゼルエンジンの分野では、ライセンス生産品も含めたエンジン生産量の出力ベースの世界シェアは、業界首位を走っている。
製品とサービス
バルチラ-スルザー RTA96-C (Wärtsilä-Sulzer RTA96-C) 
大型船舶用直列14気筒2ストロークユニフロー掃気ディーゼルエンジン
バルチラの船舶推進部門は革新的な電気式推進器のアジマススラスターのアジポッドの原型を開発した。同部門はアセア・ブラウン・ボベリの傘下に入り、アジポッドは現在、ABBグループから販売されている。

## 沿革
- 1834年：フィンランド大公国クオピオ州トホマヤルヴィで製材所として設立された。製材所は実業家N. L. Arppeが所有した[4]。
- 1851年：製材所に隣接して鉄工所が建てられた。
- 1907年：製材所と鉄工所を営む会社名がWärtsilä AbからAb Wärtsilä Oyに変更された。
- 1931年：破産の瀬戸際に立たされ、多くの雇用者を解雇した。しかし翌年には株主に配当を払うことができるまで業績が回復した。
- 1935年：Kone- ja Siltarakennus Oyを買収、ヘルシンキに本社を移転[4]。
- 1942年：最初のディーゼルエンジン製造[4]。
- 1984年：スウェーデンのBoforsからディーゼル事業の51％を買収し、製造拠点の国際化[4]。
- 1997年：スイスのスルザーのディーゼルエンジン開発製造部門を買収し、バルチラNSDを設立[4]。大型船舶用「バルチラ-スルザー RTA96-C」エンジンを販売した。
- 2006年：シンガポールの船舶用制御機器メーカーのTotal Automationを買収[5]。
- 2016年：舶用低速2ストロークディーゼルエンジンの製造事業を売却し、低速エンジン製造から撤退（サービス部門は継続）[6]。
- 2018年：船舶用電子機器メーカーのトランザスを買収[7]。

## 日本における活動
日本法人の「バルチラジャパン株式会社」（Wärtsilä Japan Ltd.）は、兵庫県神戸市中央区、東京都中央区、富山県富山市、愛媛県今治市に事業所を置く。